# David Mitov Nilsson
David Erik Johan Mitov Nilsson (makedonsky Давид Митов Нилсон; * 12. ledna 1991, Norrköping, Švédsko) je švédsko-severomakedonský fotbalový brankář, v současnosti působí v klubu IFK Norrköping.
Na mládežnické úrovni reprezentoval Švédsko, na seniorské úrovni Švédsko a později Severní Makedonii (ze Severní Makedonie pochází jeho matka).

## Klubová kariéra
- IFK Norrköping (mládež)
- IFK Norrköping 2008–
- →  IF Sylvia (hostování) 2011

## Reprezentační kariéra

### Švédsko
Nastupoval za švédské mládežnické reprezentace U17, U19 a U21.
V A-mužstvu Švédska debutoval 21. 1. 2014 v přátelském utkání v Abú Zabí proti týmu Islandu (výhra 2:0).

### Severní Makedonie
V září 2015 se rozhodl reprezentovat na seniorské úrovni Severní Makedonii.
V A-mužstvu Severní Makedonie debutoval 12. 10. 2015 v kvalifikačním utkání v Barysaŭ proti týmu Běloruska (remíza 0:0).